# Osservatorio di Kevola
L'osservatorio di Kevola è un osservatorio astronomico che si trova a Paimio, nella regione del Varsinais-Suomi. L'asteroide 1540 Kevola porta il suo nome.
L'edificio fu costruito nel 1963 su una piccola collina nella fattoria di proprietà dell'astronoma finnica Hilkka Rantaseppä-Helenius, che a quel tempo lavorava presso l'osservatorio Tuorla gestito dall'Università di Turku. Nel 1986 la gestione dell'osservatorio fu affidata all'associazione astronomica Tursa Ursa, la terza associazione astronomica più antica della Finlandia fondata dall'astronomo e fisico Yrjö Väisälä. Successivamente il terreno passò ad un agricoltore locale, sino al 2002 allorquando l'associazione riuscì a reperire i fondi necessari per il sostentamento della struttura acquistando il terreno pertinente.

## Strumentazione
La cupola dell'osservatorio ospita una telecamera anastigmatica  Schmidt-Väisälä di 50 cm, in precedenza situata presso l'osservatorio di Iso-Heikkilä, dove veniva utilizzata per l'osservazione di asteroidi e che consentì di scoprire 807 pianeti minori e 7 comete.
Il telescopio è dotato di un menisco correttore da 50 cm e uno specchio primario da 60 cm con lunghezza focale di 1031 mm. Ha un campo visivo di 6,7 gradi incidente su lastre di pellicola di 12x12 cm, che lo rendono ideale per la ricerca di asteroidi. Al telescopio principale sono collegati due telescopi guida: un rifrattore da 18 cm e uno da 8 cm. 